# Angela Eiter
Angela Eiter, née le 27 janvier 1986, est une grimpeuse autrichienne.

## Réalisations en falaise
Ses belles croix :
| Date       | Voie                | Site                         | Roche        | Pays     | Cotation | Note                             |
| ---------- | ------------------- | ---------------------------- | ------------ | -------- | -------- | -------------------------------- |
| 22/10/2017 | La Planta de Shiva  | Villanueva del Rosario       |              | Espagne  | 9b       | Premier 9b féminin               |
| 29/11/2010 | Ingravids extension | Santa Linya cave (Catalogne) | Calcaire     | Espagne  | 8c+.     |                                  |
| 27/05/2007 | Claudio Café        | Arco                         | Calcaire     | Italie   | 8c/8c+   | 4e femme pour le 8c/8c+          |
| 01/08/2007 | Nobody is Perfect   | Bürs                         | Calcaire     | Autriche | 8c       |                                  |
| 01/10/2007 | Bodybuilding        | Bürs                         | Calcaire     | Autriche | 8c       |                                  |
| 14/05/2008 | Strelovod           | Mišja Pec, Izola             | Calcaire     | Slovénie | 8c       |                                  |
| 01/05/2008 | In memo Reini       | Niederthai                   | Granite noir | Autriche | 8c       |                                  |
| 01/09/2009 | White zombie        | Baltoza                      | Calcaire     | Espagne  | 8c       |                                  |
| 2x/11/2010 | Rollito Sharma      | Santa Linya cave (Catalogne) | Calcaire     | Espagne  | 8b+      |                                  |
| 19/09/2006 | Skyline             | Bürs                         | Calcaire     | Autriche | 8b       | 5e femme à enchaîner un 8b A vue |

## Palmarès

### Championnats du monde
Angela est deux fois championne du monde  en épreuve de difficulté. (En 2005 et 2007)
| Date       | Discipline | À la fin | Année du championnat | Organisateur | Pays      | Lieu           |
| ---------- | ---------- | -------- | -------------------- | ------------ | --------- | -------------- |
| 01/07/2005 | difficulté | 1        | 2005                 | UIAA         | Allemagne | Munich         |
| 17/09/2007 | difficulté | 1        | 2007                 | IFSC         | Espagne   | Aviles         |
| 21/06/2001 | Cadette    | 2        | 2001                 | UIAA         | Autriche  | Imst           |
| 28/09/2002 | Junior     | 2        | 2002                 | UIAA         | France    | Canteleu       |
| 19/09/2003 | Junior     | 3        | 2003                 | U18          | Bulgarie  | Veliko Tarnovo |
| 30/06/2009 | difficulté | 5        | 2009                 | IFSC         | Chine     | Qinghai        |
| 09/07/2003 | difficulté | 7        | 2003                 | UIAA         | France    | Chamonix       |
| 17/09/2007 | bloc       | 8        | 2007                 | IFSC         | Espagne   | Aviles         |
| 01/09/2000 | Cadette    | 24       | 2000                 | UIAA         | Pays-Bas  | Amsterdam      |

### Événements internationaux
Angela ne manque pas de remporter de nombreux trophées, dans ces compétitions mondiales qui se sont produites hors d'Autriche.
| Date       | Discipline              | Finale | Année du championnat | Organisateur | Pays      | Lieu            |
| ---------- | ----------------------- | ------ | -------------------- | ------------ | --------- | --------------- |
| 29/07/2010 | Open des internationaux | 1      | 2010                 |              | France    | Briançon        |
| 05/09/2009 | Rockmaster              | 1      | 2009                 |              | Italie    | Arco            |
| 08/09/2007 | Rockmaster              | 1      | 2007                 |              | Italie    | Arco            |
| 03/09/2005 | Rockmaster              | 1      | 2005                 |              | Italie    | Arco            |
| 22/07/2005 | World Games             | 1      | 2005                 |              | Allemagne | Duisbourg       |
| 04/09/2004 | Rockmaster              | 1      | 2004                 |              | Italie    | Arco            |
| 27/09/2003 | Rockmaster              | 1      | 2003                 |              | Italie    | Arco            |
| 20/07/2007 | Mondial de l'escalade   | 2      | 2007                 |              | France    | Serre Chevalier |
| 02/09/2006 | Rockmaster              | 2      | 2006                 |              | Italie    | Arco            |
| 16/07/2010 | Rockmaster              | 3      | 2010                 |              | Italie    | Arco            |
| 29/07/2005 | Mondial de l'escalade   | 3      | 2005                 |              | France    | Serre Chevalier |
| 06/09/2008 | Rockmaster              | 4      | 2008                 |              | Italie    | Arco            |
| 23/07/2004 | Mondial de l'escalade   | 6      | 2004                 |              | France    | Serre Chevalier |

### Coupe du monde d'escalade

#### Épreuve de difficulté
Angela a remporté les coupes du monde de difficulté  en 2005, 2006 et 2007, avec dix-sept victoires. Elle avait commencé par monter sur le podium  en 2003.
| Date       | À l'étape | Au Final | Année de la Coupe | Organisateur | Pays         | Lieu           |
| ---------- | --------- | -------- | ----------------- | ------------ | ------------ | -------------- |
| 23/04/2005 | 1         | 1        | 2005              | UIAA         | Bulgarie     | Veliko Tarnovo |
| 29/04/2005 | 1         | 1        | 2005              | UIAA         | Belgique     | Puurs          |
| 27/05/2005 | 1         | 1        | 2005              | UIAA         | Autriche     | Imst           |
| 24/06/2005 | 1         | 1        | 2005              | UIAA         | Suisse       | Zurich         |
| 12/07/2005 | 1         | 1        | 2005              | UIAA         | France       | Chamonix       |
| 17/09/2005 | 1         | 1        | 2005              | UIAA         | Espagne      | Marbella       |
| 27/10/2005 | 1         | 1        | 2005              | UIAA         | France       | Valence        |
| 19/11/2005 | 1         | 1        | 2005              | UIAA         | Slovénie     | Kranj          |
| 28/04/2006 | 1         | 1        | 2006              | UIAA         | Belgique     | Puurs          |
| 19/05/2006 | 1         | 1        | 2006              | UIAA         | Allemagne    | Dresde         |
| 12/07/2006 | 1         | 1        | 2006              | UIAA         | France       | Chamonix       |
| 29/07/2006 | 1         | 1        | 2006              | UIAA         | Chine        | Qinghai        |
| 05/08/2006 | 1         | 1        | 2006              | UIAA         | Singapour    | Singapour      |
| 16/09/2006 | 1         | 1        | 2006              | UIAA         | Espagne      | Marbella       |
| 11/11/2006 | 1         | 1        | 2006              | UIAA         | Italie       | Penne          |
| 11/05/2007 | 1         | 1        | 2007              | IFSC         | Autriche     | Imst           |
| 15/06/2007 | 1         | 1        | 2007              | IFSC         | Suisse       | Zurich         |
| 03/10/2003 | 1         | 3        | 2003              | UIAA         | Italie       | Aprica         |
| 31/10/2003 | 1         | 3        | 2003              | UIAA         | France       | Valence        |
| 29/05/2004 | 1         | 8        | 2004              | UIAA         | Autriche     | Imst           |
| 02/10/2004 | 1         | 8        | 2004              | UIAA         | Chine        | Shanghai       |
| 22/10/2004 | 1         | 8        | 2004              | UIAA         | Italie       | Aprica         |
| 20/11/2004 | 1         | 8        | 2004              | UIAA         | Slovénie     | Kranj          |
| 22/10/2005 | 2         | 1        | 2005              | UIAA         | Chine        | Shanghai       |
| 18/11/2006 | 2         | 1        | 2006              | UIAA         | Slovénie     | KranjPhoto     |
| 11/08/2007 | 2         | 1        | 2007              | IFSC         | Chine        | Qinghai        |
| 28/09/2007 | 2,        | 1        | 2007              | IFSC         | Belgique     | Puurs          |
| 02/11/2007 | 2         | 1        | 2007              | IFSC         | France       | Valence        |
| 12/07/2008 | 2         | 10       | 2008              | IFSC         | France       | Chamonix       |
| 11/10/2003 | 2         | 3        | 2003              | UIAA         | Tchéquie     | Prague         |
| 14/11/2003 | 2         | 3        | 2003              | UIAA         | Slovénie     | Kranj          |
| 21/11/2003 | 2         | 3        | 2003              | UIAA         | Chine        | Shenzhen       |
| 21/08/2009 | 2         | 5        | 2009              | IFSC         | Autriche     | Imst           |
| 12/07/2004 | 2         | 8        | 2004              | UIAA         | France       | Chamonix       |
| 08/08/2009 | 2         | 5        | 2009              | IFSC         | Espagne      | Barcelone      |
| 12/08/2006 | 3         | 1        | 2006              | UIAA         | Malaisie     | Kuala Lumpur   |
| 28/08/2010 | 3         | 5        | 2010              | IFSC         | Corée du Sud | Chuncheon      |
| 24/09/2010 | 3         | 5        | 2010              | IFSC         | Belgique     | Puurs          |
| 23/05/2003 | 4         | 3        | 2003              | UIAA         | Autriche     | Imst           |
| 25/09/2009 | 4         | 5        | 2009              | IFSC         | Belgique     | Puurs          |
| 20/08/2010 | 4         | 5        | 2010              | IFSC         | Chine        | Xining         |
| 13/11/2010 | 4         | 5        | 2010              | IFSC         | Slovénie     | Kranj          |
| 12/11/2004 | 4         | 8        | 2004              | UIAA         | Tchéquie     | Brno           |
| 18/10/2002 | 5         | 18       | 2002              | UIAA         | Italie       | Aprica         |
| 04/12/2003 | 5         | 3        | 2003              | UIAA         | Royaume-Uni  | Édimbourg      |
| 12/07/2009 | 5         | 5        | 2009              | IFSC         | France       | Chamonix       |
| 12/07/2010 | 5         | 5        | 2010              | IFSC         | France       | Chamonix       |
| 29/10/2010 | 5         | 5        | 2010              | IFSC         | Chine        | Huaiji         |
| 29/10/2004 | 5         | 8        | 2004              | UIAA         | France       | Valence        |
| 13/10/2007 | 6         | 1        | 2007              | IFSC         | Japon        | Kazo           |
| 15/11/2002 | 7         | 18       | 2002              | UIAA         | Slovénie     | Kranj          |
| 28/06/2003 | 7         | 3        | 2003              | UIAA         | Italie       | Lecco          |
| 18/09/2004 | 7         | 8        | 2004              | UIAA         | Espagne      | Marbella       |
| 12/09/2008 | 8         | 10       | 2008              | IFSC         | Suisse       | Berne          |
| 23/04/2004 | 8         | 8        | 2004              | UIAA         | Belgique     | Puurs          |
| 02/10/2006 | 9         | 1        | 2006              | UIAA         | Chine        | Shanghai       |
| 14/11/2009 | 9         | 5        | 2009              | IFSC         | Slovénie     | Kranj          |
| 27/06/2008 | 10        | 10       | 2008              | IFSC         | Chine        | Qinghai        |
| 07/06/2002 | 11        | 18       | 2002              | UIAA         | Autriche     | Imst           |
| 06/11/2009 | 11        | 5        | 2009              | IFSC         | Tchéquie     | Brno           |
| 17/11/2007 | 13        | 1        | 2007              | IFSC         | Slovénie     | Kranj          |
| 11/07/2007 | 18        | 1        | 2007              | IFSC         | France       | Chamonix       |
| 26/04/2002 | 26        | 18       | 2002              | UIAA         | Italie       | Bolzano        |

#### Épreuve debloc
| Date       | À l'étape | Finale | Année de la Coupe | Organisateur | Pays     | Lieu              |
| ---------- | --------- | ------ | ----------------- | ------------ | -------- | ----------------- |
| 12/05/2006 | 3         | 14     | 2006              | UIAA         | Italie   | Rovereto          |
| 21/04/2006 | 5         | 14     | 2006              | UIAA         | Bulgarie | Veliko Tarnovo    |
| 27/04/2007 | 8         | 22     | 2007              | IFSC         | Autriche | Hall              |
| 23/06/2006 | 14        | 14     | 2006              | UIAA         | Autriche | Hall              |
| 16/06/2006 | 24        | 14     | 2006              | UIAA         | Italie   | Fiera di Primiero |

### Championnats d'Europeen difficulté
Angela a remporté les Championnats d'Europe d'escalade 2010.
| Date       | Finale | Année du championnat | Organisateur | Pays     | Lieu             |
| ---------- | ------ | -------------------- | ------------ | -------- | ---------------- |
| 14/09/2010 | 1      | 2010                 | IFSC         | Autriche | Imst / Innsbruck |
| 21/06/2004 | 6      | 2004                 | UIAA         | Italie   | Lecco            |
| 29/06/2006 | 5      | 2006                 | UIAA         | Russie   | Iekaterinbourg   |

#### Coupe d'Europe de la jeunesse

##### Cadette
| Date       | À l'étape | Finale | Année de la Coupe | Organisateur | Pays        | -          |
| ---------- | --------- | ------ | ----------------- | ------------ | ----------- | ---------- |
| 03/06/2000 | 10        | 5      | 2000              | U16          | Autriche    | Imst       |
| 28/10/2000 | 7         | 5      | 2000              | U16          | Italie      | Aprica     |
| 02/12/2000 | 7         | 5      | 2000              | U16          | Slovénie    | Kranj      |
| 16/06/2001 | 3         | 4      | 2001              | U16          | Autriche    | Imst       |
| 07/12/2001 | 3         | 4      | 2001              | U16          | Royaume-Uni | Birmingham |
| 07/04/2001 | 2         | 4      | 2001              | U16          | Italie      | Trieste    |
| 13/10/2001 | 11        | 4      | 2001              | U16          | Italie      | Aprica     |

##### Junior
| Date       | À l'étape | Finale | Année de la Coupe | Organisateur | Pays     | Lieu           |
| ---------- | --------- | ------ | ----------------- | ------------ | -------- | -------------- |
| 15/06/2002 | 1         | 1      | 2002              | U18          | Autriche | Imst           |
| 09/11/2002 | 1         | 1      | 2002              | U18          | Bulgarie | Veliko Tarnovo |
| 22/06/2002 | 1         | 1      | 2002              | U18          | Italie   | Arco           |
| 23/11/2002 | 2         | 1      | 2002              | U18          | Slovénie | Kranj          |
| 17/05/2003 | 1         | 1      | 2003              | U18          | Autriche | Imst           |
| 31/05/2003 | 1         | 1      | 2003              | U18          | Italie   | Arco           |
| 13/09/2003 | 1         | 1      | 2003              | U18          | Suisse   | Niederwangen   |
| 15/05/2004 | 1         | 5      | 2004              | U16          | Autriche | Imst           |